# Austrian International 2020
Die Austrian International 2020 (auch Austrian Open 2020) fanden vom 19. bis zum 22. Februar 2020 in Wien statt. Es war die 49. Austragung dieser offenen internationalen Meisterschaften von Österreich im Badminton.

## Sieger und Platzierte
| Disziplin    | Gold                          | Silber                        | Bronze                              |
| ------------ | ----------------------------- | ----------------------------- | ----------------------------------- |
| Herreneinzel | Max Weißkirchen               | Pablo Abián                   | Lee Chia-hao                        |
| Herreneinzel | Max Weißkirchen               | Pablo Abián                   | Victor Svendsen                     |
| Dameneinzel  | Yukino Nakai                  | Nguyễn Thùy Linh              | Aliye Demirbağ                      |
| Dameneinzel  | Yukino Nakai                  | Nguyễn Thùy Linh              | Brittney Tam                        |
| Herrendoppel | Alexander Dunn Adam Hall      | Ruben Jille Ties van der Lecq | Peter Briggs Joshua Hurlburt-Yu     |
| Herrendoppel | Alexander Dunn Adam Hall      | Ruben Jille Ties van der Lecq | Christopher Grimley Matthew Grimley |
| Damendoppel  | Tsukiko Yasaki Erika Yokoyama | Bengisu Erçetin Nazlıcan Inci | Lee Chia-hsin Lin Jhih-yun          |
| Damendoppel  | Tsukiko Yasaki Erika Yokoyama | Bengisu Erçetin Nazlıcan Inci | Pooja Dandu Sanjana Santosh         |
| Mixed        | Jeppe Bay Sara Lundgaard      | Anton Kaisti Alžběta Bášová   | Lu Ming-Che Wu Ti-jung              |
| Mixed        | Jeppe Bay Sara Lundgaard      | Anton Kaisti Alžběta Bášová   | Tseng Min-hao Hsieh Pei-shan        |